# Michael Jung (Reiter)
Michael Jung (* 31. Juli 1982 in Bad Soden am Taunus) ist ein deutscher Reiter, der seine bisher größten Erfolge in der Vielseitigkeit erritt. Er war von 2012 bis zu den Weltreiterspielen 2014 als erster Vielseitigkeitsreiter gleichzeitig Olympiasieger, Welt- und Europameister in der Einzelwertung. 2016 und 2024 wurde er erneut Olympiasieger in der Einzelwertung. Damit ist er der bei Olympia erfolgreichste Vielseitigkeitsreiter. Von April 2015 bis März 2018 hatte er die Führungsposition in der Weltrangliste inne. Jung trägt die Auszeichnung Reitmeister.

## Werdegang

### Jugend

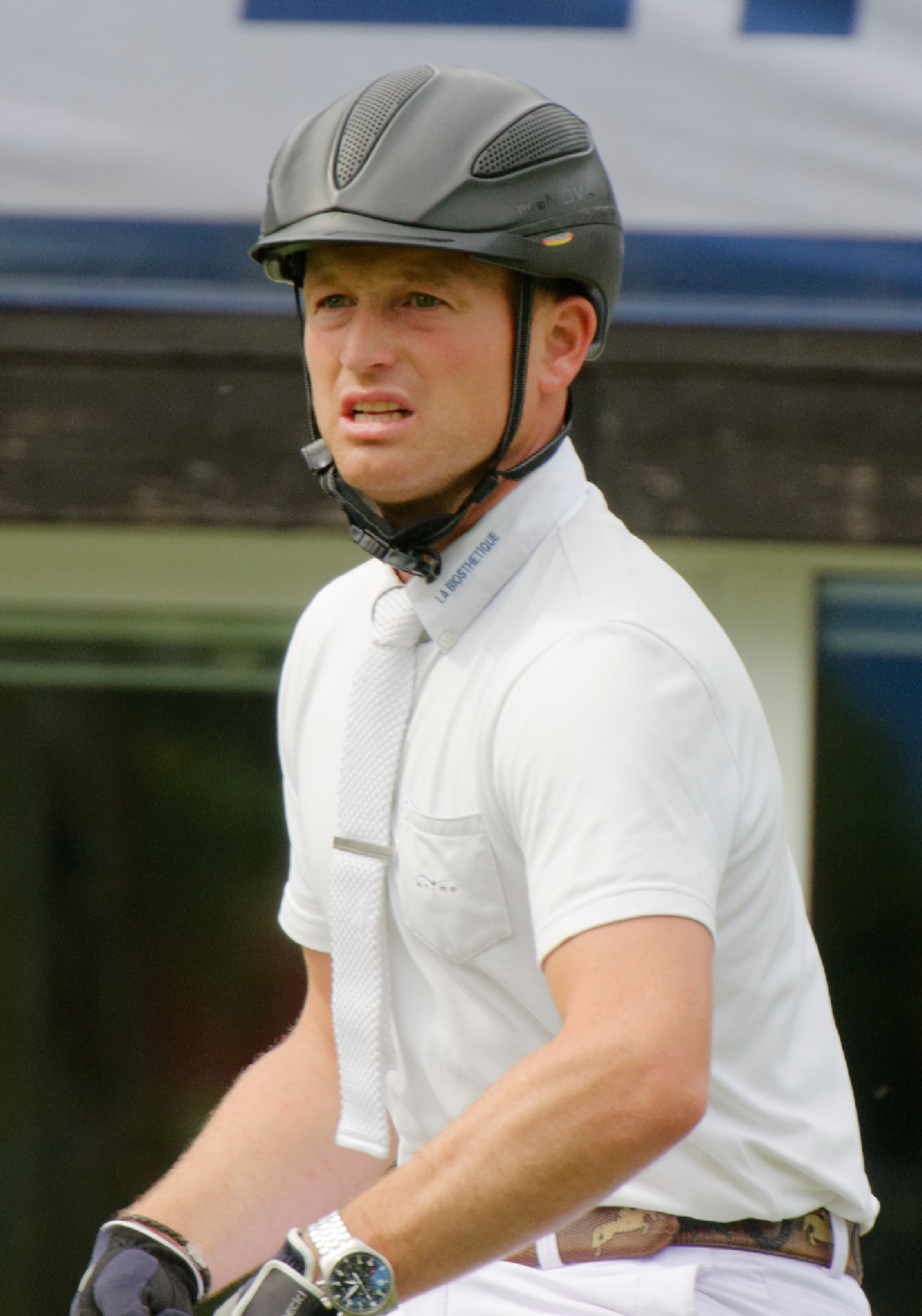
2014 beim Internationalen Pfingstturnier Wiesbaden

In seiner Jugend wurde Michael Jung von seinem Vater Joachim Jung, selbst vierfacher Landesmeister im Vielseitigkeitsreiten, trainiert.
Nach der Mittleren Reife machte Jung im elterlichen Reitstall in Horb-Altheim eine Ausbildung als Bereiter. Im Januar 2010 legte er die Meisterprüfung als Pferdewirtschaftsmeister ab. Er führt den Ausbildungsstall gemeinsam mit seinen Eltern. 2002 siegte er beim Bundeswettkampf für Pferdewirte in allen Sparten. Seine ersten größeren Erfolge nach seiner Zeit als Junger Reiter sammelte er mit dem Trakehner Hengst Grafenstolz TSF, der Anfang 2009 nach England verkauft wurde.

### Vielseitigkeitsreiten
Lange Zeit war sein Spitzenpferd der Wallach La Biosthetique Sam FBW, mit dem er 2009 in Luhmühlen den CCI**** und die Bronzemedaille bei den Europameisterschaften in Fontainebleau gewinnen konnte. Weiterhin gewann er mit Sam FBW im Jahr 2009 das Weltcupfinale der Vielseitigkeitsreiter. Einen Höhepunkt seiner Karriere erreichte er, als er am 3. Oktober 2010 mit Sam FBW die Einzelwertung der Weltreiterspiele 2010 in Lexington gewann.
Diesen Erfolg konnte er 2011 bei den Europameisterschaften in Luhmühlen fortsetzen: Hier gewann er mit Sam FBW sowohl Mannschafts- als auch Einzelgold. Damit war Jung der dritte Reiter in der Geschichte, der in der Vielseitigkeit zeitgleich Welt- und Europameister in der Einzelwertung war (neben Virginia Holgate-Leng und Zara Phillips).
2012 setzte er seine Erfolgsserie fort: Bei den Olympischen Sommerspielen 2012 in London nahm er zum ersten Mal an Olympischen Spielen teil. Hier gewann er an seinem 30. Geburtstag sowohl mit der Mannschaft als auch im Einzel die Goldmedaille. Jung war damit der erste Reiter in der Geschichte des Vielseitigkeitsreitsports, der zeitgleich Olympiasieger, Welt- und Europameister in der Einzelwertung war.
Im Mai 2013 nahm Jung erstmals an den Badminton Horse Trials teil. Hier lag Jung mit Sam FBW bis zum letzten Sprung des abschließenden Springprüfung in Führung, hatte an diesem Sprung jedoch einen Fehler und wurde somit Zweiter. Es verpasste damit knapp den ersten deutschen Sieg in der seit 1949 ausgetragenen Prüfung. Bei den Europameisterschaften 2013 verteidigte er Einzel- und Mannschaftsgold, er ritt hier Halunke FBW.
Da sein Paradepferd Sam kurz vor den Weltreiterspielen 2014 wegen einer Entzündung im Vorderhuf ausfiel, startete Jung dort mit seiner Stute fischerRocana FST. Mit der deutschen Equipe gewann er den Weltmeistertitel, und belegte in der Einzelwertung hinter Mannschaftskollegin Sandra Auffarth den Silberrang. Die deutsche Vielseitigkeitsequipe war somit zu diesem Zeitpunkt somit aktuell Olympiasieger, Europa- und Weltmeister.
Nachdem Jung beim Kentucky Three-Day Event in Lexington mit Rocana gewonnen und mit Sam Platz drei belegt hatte, wurde er Ende April 2015 in der Weltrangliste erstmals auf Rang eins geführt. Mit den Burghley Horse Trials gewann er im September mit Sam einen weiteren Wettbewerb der höchsten Kategorie. Kurz danach wurde er zum dritten Mal in Folge sowohl im Einzel als auch mit der Mannschaft Europameister, diesmal mit Takinou, dem jüngsten Pferd im Wettbewerb.
Mit den Siegen in den 4*-Vielseitigkeiten von Burghley 2015, Lexington 2016 und Badminton 2016 gewann er als zweiter Reiter überhaupt den Grand Slam des Vielseitigkeitsreitens. Zudem gewann er die Gesamtwertung der FEI-Classics-Saison 2016.
Bei den Olympischen Sommerspielen 2016 in Rio de Janeiro gewann Jung auf Sam abermals die Goldmedaille im Einzel, dazu Silber mit dem deutschen Team. Er ist damit nach Charles Pahud de Mortanges und Mark Todd der dritte Reiter, der bei zwei Olympischen Sommerspielen in Folge Einzelolympiasieger wurde, allen dreien gelang dies jeweils mit demselben Pferd bei beiden Olympischen Spielen.
Wegen einer Verletzung von Rocana musste Jung seine Teilnahme an den Weltreiterspielen 2018 absagen. Im Frühjahr hatte er mit der Stute in Lexington den zweiten Platz belegt. 2019 wurde Michael Jung wie bereits 2017 Europameisterschafts-Silbermedaillengewinner im Einzel. Bei den 2021 ausgetragenen Olympischen Sommerspielen in Tokio verpasste Jung in der Einzelwertung die Medaillenränge und holte mit dem Team die Silbermedaille, ebenso wie bei den Europameisterschaften wenige Wochen danach. Am 1. Mai 2022 gewann Jung zum vierten Mal das Kentucky Three-Day Event. Mit Chipmunk konnte er dort sein Dressurergebnis bis zum Ende halten und stellte mit 20,1 Minuspunkten einen neuen Rekord auf – dies ist das beste Ergebnis, welches bis dahin in einer 5*-Vielseitigkeit erreicht wurde. Im Juni 2022 gewann er in Luhmühlen auf Highlighter die deutschen Meisterschaften.
Bei den Weltmeisterschaften in Italien 2022 war Jung abermals auf Rekordjagd: Mit Chipmunk hatte er sein Dressurergebnis von nur 18,8 Minuspunkten auch durch die Geländestrecke gebracht. Mit einem fehlerfreien Ritt wäre es das bisher beste Einzelergebnis überhaupt bei Weltmeisterschaften gewesen. Doch zwei Springfehler ließen ihn auf Rang fünf zurückfallen. Für die Mannschaft reichte das Ergebnis jedoch, um die Goldmedaille zu sichern. Bei den Europameisterschaften 2023 stürzte Jung in Führung liegend, gewann mit der Mannschaft dennoch die Silbermedaille.
2024 belegte er bei den Deutschen Meisterschaften in Luhmühlen mit fischerChipmunk FRH Platz 1 und mit Kilcandra Ocean Power Platz 2.
Bei den Olympischen Sommerspielen 2024 in Paris errang Jung mit Chipmunk FRH zum dritten Mal die Goldmedaille in der Einzelwertung und ist damit der erste Vielseitigkeitsreiter, dem dies gelang.

### Dressur- und Springreiten
Neben der Vielseitigkeitsreiterei tritt Jung auch in Spring- und Dressurprüfungen bis zur schweren Klasse an. So gewann er zum Beispiel bei den Stuttgart German Masters 2010 neben dem Indoor-Derby der Vielseitigkeitsreiter auch zwei nationale Dressurprüfungen und eine internationale Zeitspringprüfung. Es folgten weitere Erfolge im Springreiten, so etwa der Sieg im Championat von Balve 2015. Im Jahr 2017 nahm Jung an mehr als zehn internationalen Springreitturnieren bis hin zum CSI 5* teil und kam beim mit über eine Million Schweizer Franken dotierten Großen Preis von Genf unter das beste Drittel. Beim traditionsreichen Westfalenhallen-Reitturnier 2019 gewann Jung vier Prüfungen, darunter auch den hochdotierten Großen Preis der Bundesrepublik.

## Pferde
aktuelle:
Vielseitigkeitspferde:

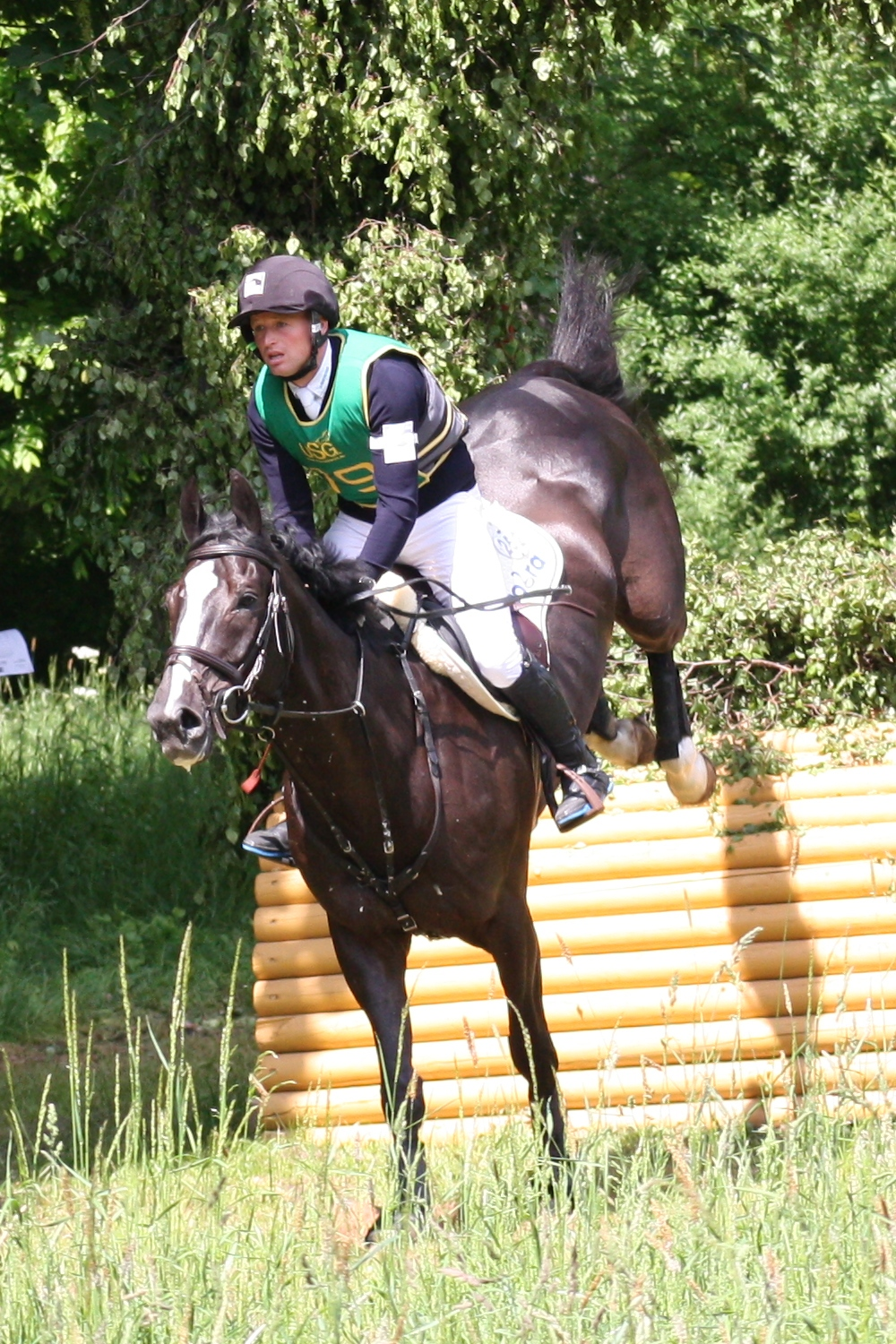
Michael Jung mit Halunke FBW beim CIC 3* Wiesbaden 2013

- Star Connection FRH (* 2008), brauner Hannoveraner Wallach, Vater: Chacco-Blue, Muttervater: Star Regent xx[20]
- fischerChipmunk FRH (* 2008), brauner Hannoveraner Wallach, Vater: Contendro I, Muttervater: Heraldik xx; bis 2018 von Julia Krajewski geritten[21]
- Berlioz 15 (* 2020), dunkelbrauner Trakehner Hengst, Vater: Zauberdeyk, Muttervater: Heuberger TSF

Springpferde:
- Sportsmann S (* 2005), Württemberger Apfelschimmel-Wallach, Vater: Stolzenberg, Muttervater: Calido[22]
- fischerDaily Impressed (* 2008), KWPN-Schimmelwallach, Vater: Cartani 4, Muttervater: Elcaro[23]
- Colour Guard (* 2019), brauner DSP-Hengst, Vater: Colorit Z, Muttervater: Helenenhof's Catoo
- fischerDuopower (* 2011), SWB-Rapphengst, Vater: Namelus R, Muttervater: Sydney
- fischerHeros Z (* 2017), brauner Zangersheider Wallach, Vater: Hotspot, Muttervater: Odermus R
- Falcon de Riverland (* 2015), dunkelbrauner Selle Français-Wallach, Vater: Vagabond de la Pomme, Muttervater: Dollar de la Pierre
- El Chat Noir P (* 2013), braune DSP-Stute, Vater: Emerald van 't Ruytershof, Muttervater: Cheenook
- Qwatt (* 2016), brauner Hannoveraner Wallach, Vater: Qualito, Muttervater: Grandeur
- Chalam LS (* 2014), Azteke Schimmelhengst, Vater: Chacon LS la Silla, Muttervater: Caporal la Silla

ehemalige Turnierpferde:
- Miss Meller TSF (* 1996; † 2019), Trakehner Rappstute, Vater: Amatcho, Muttervater: Matador, Besitzer: Helga Schlömer
- Grafenstolz TSF (* 1998), dunkelbrauner Trakehner Hengst, Vater: Polarion TSF, Muttervater: Camelot; ab 2009 von der britischen Dressurreiterin Liz Diegutis geritten.
- Leopin FST (* 1999), Sachse brauner Wallach, Vater: Legal Legend xx, Muttervater: Pius[24], zuletzt im Oktober 2017 von Anke Hoyer geritten
- La Biosthetique Sam FBW (* 2000), brauner Württemberger Wallach, Vater: Stan the Man xx, Muttervater: Heraldik xx, Besitzer: Familie Jung & Erich Single & DOKR, bei den Stuttgart German Masters 2018 aus dem Sport verabschiedet[25]
- Der Dürer TSF (* 2001; † 2019), Trakehner Dunkelfuchs-Hengst, Vater: Waitaki, Muttervater: Trafaret; wurde ab 2016 von Juniorinnen geritten[26][27]
- River of Joy 4 (* 2001), dunkelbrauner Württemberger Wallach, Vater: Rubicell, Muttervater: Pageno xx, ab Anfang 2013 von Flora Reemtsma geritten
- Desperado S (* 2001), brauner Württemberger Wallach, Vater: Divino de L, Muttervater: Grand Ferdinand II, zuletzt im Juni 2012 von Tina Kielwein im Sport eingesetzt
- Vincent TSF (* 2002), dunkelbrauner Trakehner Wallach, Vater: Grafenstolz TSF, Muttervater: Almox Prints J; 2013 von Kai-Steffen Meier geritten[28]
- Halunke FBW (* 2004), brauner Württemberger Wallach, Vater: Heraldik xx, Muttervater: Jugol[29], zuletzt im September 2010 im Sport eingesetzt
- Der Dante (* 2006), Trakehner Rapphengst, Vater: Stravinsky xx, Muttervater: Hohenstein I[30], zuletzt im Juli 2011 von Volker Schröppel im Sport eingesetzt
- fischerRicona FST (* 2007), dunkelbraune DSP-Stute, Vollschwester von fischerRocana FST (Vater: Ituango xx, Muttervater: Carismo II)[31], zuletzt im August 2023 von Nora Malin Siethoff im Sport eingesetzt
- fischerWild Wave (* 2012), brauner Holsteiner Wallach, Vater: Water Dance xx, Muttervater: Acobat II[32], im September 2024 nach China verkauft[33]
- fischerRocana FST (* 2005), dunkelbraune DSP-Stute, Vater: Ituango xx, Muttervater: Carismo II[34], zuletzt im November 2016 im internationalen Sport eingesetzt
- fischerTakinou AA (* 2007), Anglo-Araber Fuchswallach, Vater: Jaguar Mail, Muttervater: Sardana Pierre; bis 2013 von Jennifer Vuillemin geritten[35], zuletzt im März 2020 von Pietro Grandis im Sport eingesetzt
- Kilcandra Ocean Power (* 2013), Irisches Sportpferd Fuchswallach, Vater: Ocean View, Muttervater: Bonnie Prince[36], zuletzt im März 2021 im Sport eingesetzt
- fischerChelsea (* 2008), Westfale braune Stute, Vater: Check In 2, Muttervater: Argent[37], zuletzt im August 2023 im internationalen Sport eingesetzt
- fischerSolution (* 2009), Westfale braune Stute, Vater: Carthino Z[38], Muttervater: Argentinus, zuletzt im Juli 2023 im Sport eingesetzt

## Auszeichnungen
- 2003: Abschluss als Pferdewirt mit Auszeichnung
- 2003: Goldenes Reitabzeichen in Dressur und Springen
- 2012: Silbernes Lorbeerblatt[39]
- 2012: FEI-Award in der Kategorie Best Athlete[40]
- 2013: Ehrenbürger von Horb am Neckar
- 2016: Reitmeister, als jüngster Träger dieses Titels überhaupt mit 34 Jahren, im Rahmen der Stuttgart German Masters verliehen[41]

## Erfolge im Vielseitigkeitsreiten
Olympische Spiele:

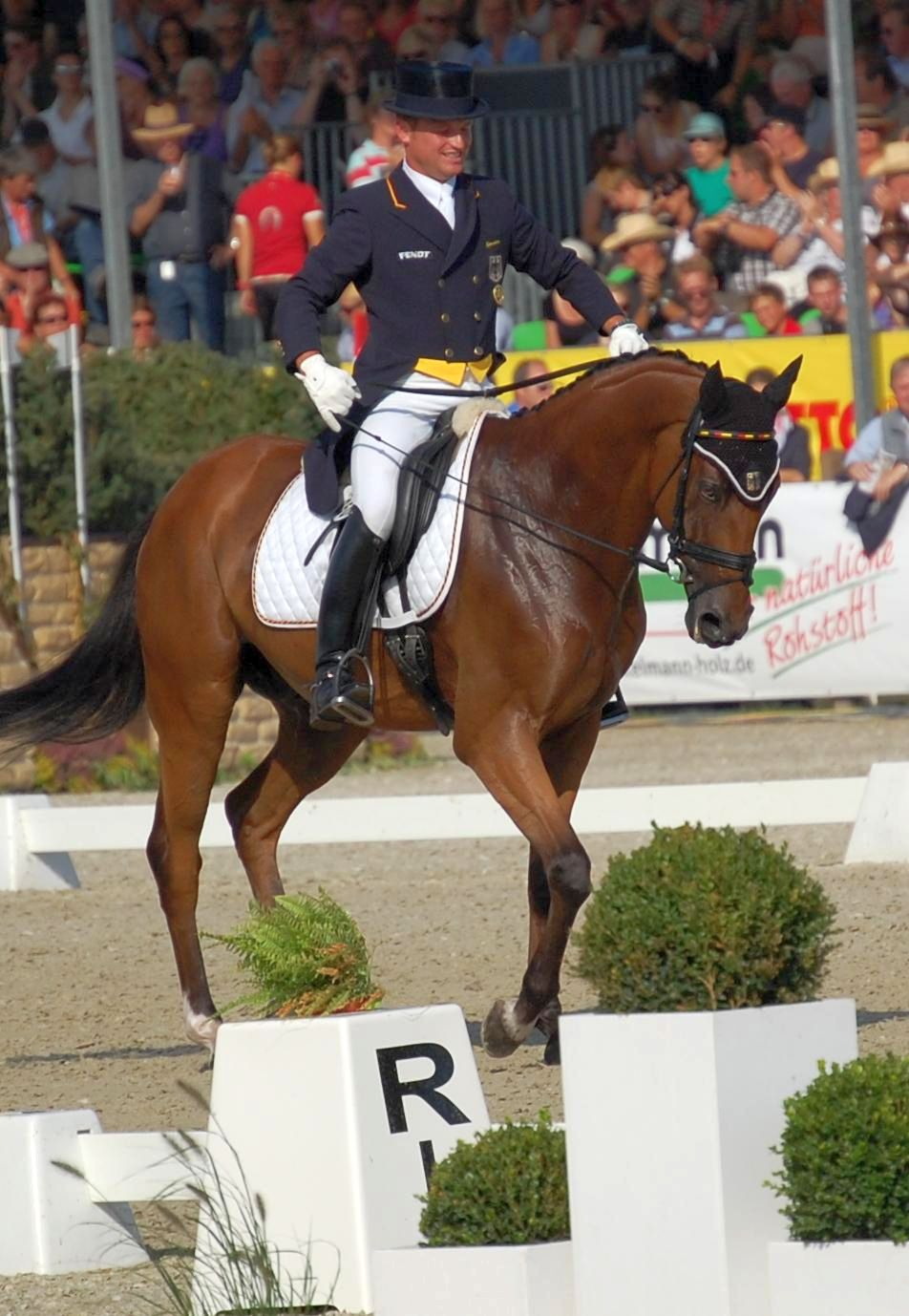
Michael Jung mit Sam FBW, Dressurprüfung nach der Schlussaufstellung (Europameisterschaften 2011)

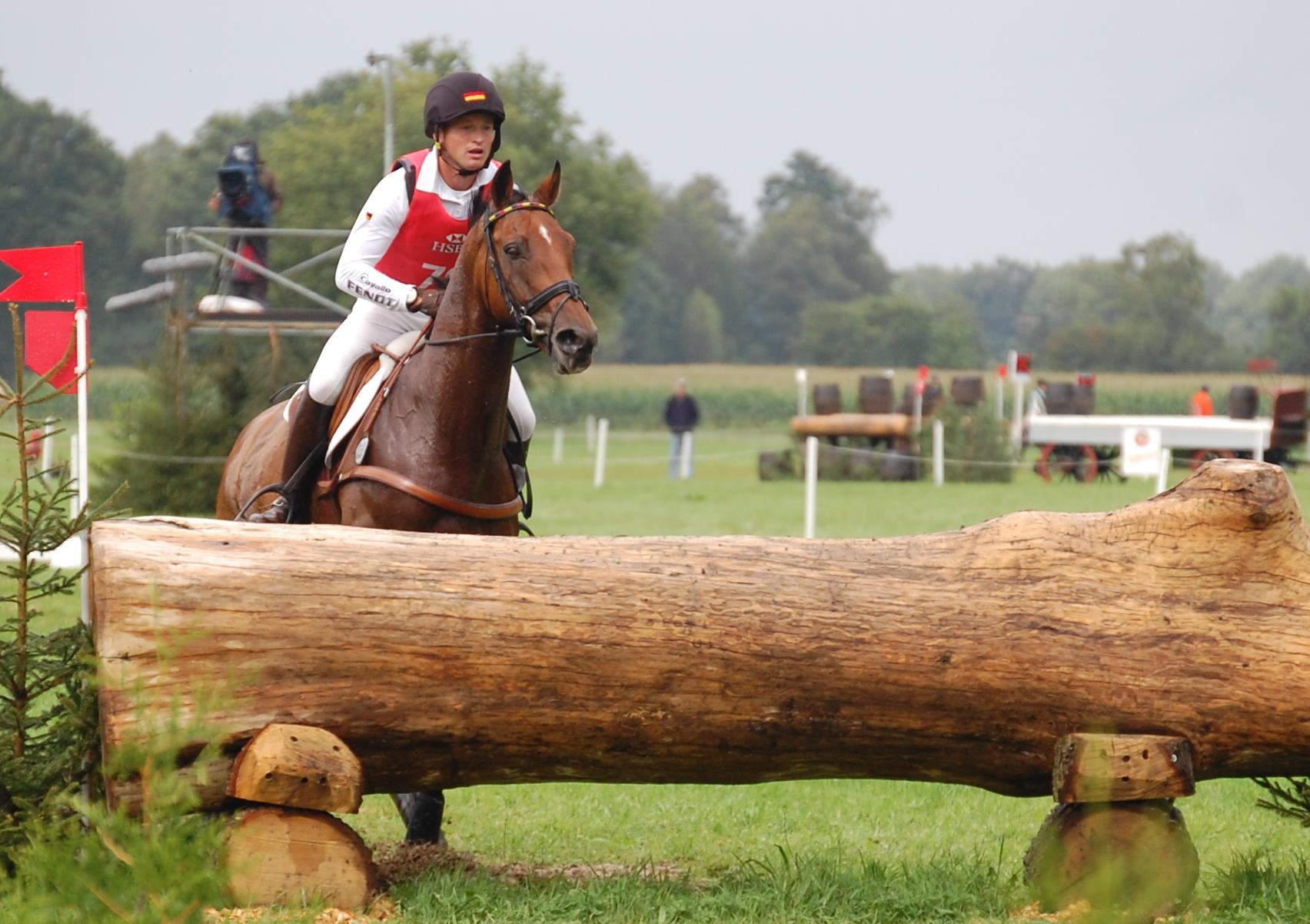
Michael Jung mit Sam FBW, Geländeprüfung (Europameisterschaften 2011)

- 2012, London: Gold in der Einzelwertung und mit der Mannschaft mit Sam FBW
- 2016, Rio de Janeiro: Gold in der Einzelwertung und Silber mit der Mannschaft mit Sam FBW
- 2020 (2021), Tokio: 8. Platz in der Einzelwertung und 6. Platz mit der Mannschaft mit Chipmunk FRH
- 2024, Paris: Gold in der Einzelwertung mit Chipmunk FRH

Weltmeisterschaften (inklusive Weltreiterspiele):
- 2010, Lexington (Kentucky): Gold in der Einzelwertung mit Sam FBW
- 2014, Normandie: Silber in der Einzelwertung und Gold mit der Mannschaft mit Rocana FST
- 2022, Pratoni del Vivaro: mit 5. Platz in der Einzelwertung und Gold mit der Mannschaft mit Chipmunk FRH

Europameisterschaften:
- 1999: Gold mit der Mannschaft (Junioren)
- 2001: Silber mit der Mannschaft (Junge Reiter)
- 2003: Gold in der Einzelwertung und Silber mit der Mannschaft (Junge Reiter) mit Marco
- 2009, Fontainebleau: Bronze in der Einzelwertung mit Sam FBW
- 2011, Luhmühlen: Gold in der Einzelwertung und mit der Mannschaft mit Sam FBW
- 2013, Malmö: Gold in der Einzelwertung und mit der Mannschaft mit Halunke FBW
- 2015, Blair Castle: Gold in der Einzelwertung und mit der Mannschaft mit Takinou
- 2017, Strzegom: Silber in der Einzelwertung und 10. Platz mit der Mannschaft mit Rocana FST
- 2019, Luhmühlen: Silber in der Einzelwertung und Gold mit der Mannschaft mit Chipmunk FRH
- 2021, Avenches: 4. Platz in der Einzelwertung und Silber mit der Mannschaft mit Wild Wave
- 2023, Haras du Pin: Silber mit der Mannschaft mit Chipmunk FRH

Deutsche Meisterschaften:
- 1999: 1. Platz im Einzel (Junioren)
- 2000: 1. Platz im Einzel (Junioren)
- 2001: 1. Platz im Einzel (Junge Reiter)
- 2002: 2. Platz im Einzel (Junge Reiter)
- 2003: 1. Platz im Einzel (Junge Reiter)
- 2006: 3. Platz im Einzel
- 2010: 2. Platz im Einzel mit River of Joy
- 2012: 1. Platz im Einzel mit River of Joy
- 2017: 2. Platz im Einzel mit Star Connection
- 2019: im Einzel 4. Platz mit Highlighter und 7. Platz mit Corazon
- 2021: 1. Platz im Einzel mit fischerChipmunk FRH
- 2022: 1. Platz im Einzel mit Highlighter
- 2024: im Einzel 1. Platz mt fischerChipmunk FRH und 2. Platz mit Kilcandra Ocean Power

FEI-Classics-Gesamtwertung:
- Saison 2015: 2. Platz
- Saison 2016: 1. Platz

Deutsches Berufsreiterchampionat Vielseitigkeit (Teilwertung des CIC 3* Marbach):
- 2005: 1. Platz
- 2010: 1. Platz mit Sam FBW
- 2011: 1. Platz mit Sam FBW
- 2017: 1. Platz mit Lennox

Weltmeisterschaften der Jungen Vielseitigkeitspferde in Le Lion-d’Angers:
- 2004: 1. Platz sechsjährige Vielseitigkeitspferde (CIC 2*) mit Grafenstolz TSF
- 2006: 2. Platz sechsjährige Vielseitigkeitspferde (CCI 1*) mit Sam FBW
- 2007: 2. Platz siebenjährige Vielseitigkeitspferde (CCI 2*) mit Sam FBW
- 2011: 1. Platz sechsjährige Vielseitigkeitspferde (CCI 1*) mit Rocana FST
- 2014: 1. Platz sechsjährige Vielseitigkeitspferde (CCI 1*) mit Star Connection
- 2015: 1. Platz sechsjährige Vielseitigkeitspferde (CCI 1*) mit Incantas

Landesmeisterschaften Baden-Württemberg:
- 2007: 1. Platz
- 2011 (Teilwertung des CIC 1* Marbach): 1. Platz mit Halunke FBW
- 2012 (Teilwertung des CIC 1* Marbach): 1. Platz mit Rocana FST
- 2013 (Teilwertung des CIC 1* Marbach): 1. Platz mit Der Dante
- 2014 (Teilwertung des CIC 1* Marbach): 1. Platz mit Takinou
- 2015 (Teilwertung des CIC 1* Marbach): 1. Platz mit Incantas
- 2019 (Teilwertung des CCI 2*-L Marbach): 1. Platz mit Wild Wave
- 2021 (Teilwertung des CCI 2*-L Marbach): 2. Platz mit Kilcandra Ocean Power[42]

Siege in internationalen Vielseitigkeitswettbewerben:
- 2002: Frühjahres-CIC 1* Kreuth mit Limerick, CIC 1* Marbach mit Limerick, CIC 2* Marbach mit Biosthetik’s Bunbury, CIC 1* Sahrendorf mit Limerick, Herbst-CIC 1* Kreuth mit Marco

- 2003: CIC 2* Marbach mit Marco, CCIY 2* Kreuth mit Marco, CIC 2* Sahrendorf mit Marco, CIC 2* Altensteig mit Marco

- 2004: CIC 2* Marbach mit Miss Meller TSF, CIC 2* Altensteig mit Candle Light, CIC 2* Steinberg Miss Meller TSF, CIC 1* Sahrendorf mit Miss Meller TSF, CIC 1* Marbach mit Biosthetik’s Maricos

- 2005: CIC 3* Marbach mit Miss Meller TSF, CIC 3*-W mit Miss Meller TSF, CIC 2* Kreuth mit Miss Meller TSF, CCI 1* Kreuth mit Waldmeister

- 2006: CIC 2* Compiègne mit Grafenstolz TSF, CIC 2* Strzegom mit Grafenstolz TSF, CIC 1* Altensteig mit Sam FBW, CIC 2* Varsseveld mit Grafenstolz TSF, CIC 1* Kreuth mit Sam FBW

- 2007: CIC 2* Pardubice mit Sam FBW, CIC 1* Fontainebleau mit Sam FBW, Frühjahres-CIC 1* Kreuth mit Candle Light

- 2008: CIC 3*-W mit Miss Meller TSF, CCI 2* Compiègne mit Grafenstolz TSF, CIC 2* Marbach mit Desperado S, CIC 2* Hünxe mit Desperado S, CCI 1* Radolfzell mit Mc Intosh iWEST, CCI 1* Fontainebleau mit River of Joy, CIC 1* Altensteig mit River of Joy

- 2009: CCI 4* Luhmühlen mit Sam FBW, CIC 3* Cameri Novara mit River of Joy, CIC 3* Wiesbaden mit Sam FBW, CCI 2* Compiègne mit Sam FBW, CCI 1* Fontainebleau mit River of Joy, CIC 1* Marbach mit Leopin FST, CIC 1* Salgen mit Vincent TSF, CIC 1* Altensteig mit Vincent TSF

- 2010: CIC 3*-W Marbach mit Sam FBW, CIC 3* Wiesbaden mit River of Joy, CIC 3*-W Strzegom mit River of Joy, CIC 2* Schenefeld mit Vincent TSF, CCI 2* Compiègne mit River of Joy, CCI 1* Radolfzell mit The Roman, CIC 1* Altensteig mit Don Lovely, sowie mit der deutschen Mannschaft beim Nationenpreis in Aachen (CICO 3*) mit River of Joy

- 2011: CICO 3* Fontainebleau mit Sam FBW (zugleich 3. Platz mit River of Joy und 4. Platz mit Leopin FST), CIC 3* Marbach mit Sam FBW, CIC 3*-W Strzegom mit Leopin FST, CCI 2* Compiègne mit Leopin, CIC 1* Marbach mit Halunke FBW, sowie mit der deutschen Mannschaft beim Nationenpreis in Fontainebleau (CICO 3*) mit Leopin FST

- 2012: CCI 4* Luhmühlen mit Leopin FST, CICO 3* Fontainebleau mit Leopin FST (zugleich 2. Platz mit Sam FBW und 4. Platz mit River of Joy), CIC 3* Luhmühlen mit River of Joy, CIC 3* Schenefeld mit Leopin FST, CCI 2* Schenefeld mit Halunke FBW (zugleich 2. Platz mit Rocana FST), CIC 2* Radolfzell mit River of Joy, CCI 1* Fontainebleau mit Halunke FBW, CCI 1* Radolfzell mit Rocana FST, CIC 1* Altensteig mit Rocana FST

- 2013: CICO 3* Fontainebleau mit Sam FBW, CIC 3* Luhmühlen mit Halunke FBW, CIC 2* Hambach mit Der Dante, CIC 2* Varsseveld mit Rocana FST, CCI 1* Fontainebleau mit Der Dante, CIC 1* Radolfzell mit Der Dante, CIC 1* Marbach mit Der Dante, 1. Abteilung des CIC 1* Hünxe mit Der Dante, CIC 1* Hambach mit Ricona FST, CIC 1* Varsseveld mit Ricona FST

- 2014: CIC 3* Wiesbaden mit Ricona FST, CICO 3* Strzegom mit Sam FBW, CIC 2* Fontainebleau mit Sam FBW, CIC 2* Kreuth mit Ricona FST, CIC 2* Radolfzell mit Ricona FST, CIC 2* Strzegom mit Takinou, CIC 1* Radolfzell mit Star Connection, 2. Abteilung des CIC 1* Marbach mit Takinou, CIC 1* Strzegom mit Der Dante, CIC 1* Hünxe mit Star Connection, CIC 1* Altensteig mit Der Dante

- 2015: CCI 4* Lexington mit Rocana FST, CCI 4* Burghley mit Sam FBW, CICO 3* Fontainebleau mit Sam FBW, CIC 3* Marbach mit Halunke FBW, CCI 3* Strzegom mit Takinou, CIC 2* Hambach mit Der Dante, CIC 1* Radolfzell mit Lennox, CIC 1* Hünxe mit Der Dante, CIC 1* Altensteig mit Der Dante, CIC 1* Hambach mit Incantas

- 2016: CCI 4* Lexington mit Rocana FST, CCI 4* Badminton mit Sam FBW, CICO 3* Fontainebleau mit Sam FBW, CICO 3* Aachen mit Takinou, CIC 1* Radolfzell mit Incantas, CIC 1* Lignières mit Star Connection

- 2017: CCI 4* Lexington mit Rocana FST, CIC 3* Marbach mit Lennox, CIC 2* Radolfzell mit Lennox, CIC 3* Jardy mit Star Connection, CIC 2* Jardy mit Takinou, CCI 1* in Strzegom mit Choclat

- 2018: CIX-Arena (internationale Hallenvielseitigkeit) in Bordeaux mit Corazon, März-CIC 3* Pratoni del Vivaro mit Rocana FST, CIC 2* Jardy mit Choclat, CCI 2* in Strzegom (August-Turnier) mit Corazon, CCI 3* in Strzegom (Oktober-Turnier) mit Lennox

- 2019: CIX-Arena (internationale Hallenvielseitigkeit) in Bordeaux mit Corazon, CCI 4*-S ERM Wiesbaden mit Star Connection, CCIO 4*-S Strzegom mit Chipmunk FRH, CCI 3*-S Strzegom (Juni-Turnier) mit Wild Wave, CCI 4*-S Strzegom (August-Turnier) mit Highlighter, CCI 3*-L Strzegom (August-Turnier) mit Creevagh Cooley, CCI 3*-S Olympia-Testturnier in Tokio mit Wild Wave

- 2020: CCI 4*-S Strzegom (Juli-Turnier) mit Chipmunk FRH, CCI 3*-S Strzegom (Juli-Turnier) mit Wild Wave, CCI 4*-S Avenches mit Chipmunk FRH, CCI 3*-S Avenches mit Star Connection, CCI 3*-L Luhmühlen (Oktober-Turnier) mit Star Connection

- 2021: CCI 3*-S Radolfzell mit Chipmunk FRH, CCI 4*-S Marbach mit Chipmunk FRH, CCI 4*-S Baborówko mit Chipmunk FRH, CCI 3*-S Baborówko mit Kilcandra Ocean Power, CCI 4*-S Luhmühlen mit Chipmunk FRH

- 2022: CCI 3*-S Kronenberg mit Chipmunk FRH, CCI 3*-S Kreuth mit Highlighter, CCI 5*-L Lexington mit Chipmunk FRH

Weitere Erfolge:
- 2002: 1. Platz in allen Sparten beim Bundeswettkampf für Pferdewirte sowie 1. Platz beim Preis der Besten
- 2003: 1. Platz beim Preis der Besten
- 2009: 1. Platz beim Finale des Weltcups der Vielseitigkeitsreiter in Strzegom (Polen) mit Sam FBW
- 2013: 2. Platz beim CCI 4* Badminton mit Sam FBW
- 2015: 2. Platz beim CCI 4* Pau mit Rocana FST
- 2016: 2. und 3. Platz beim CCI 4* Pau mit Takinou und Rocana FST
- 2017: 2. Platz beim CCI 4* Badminton mit Sam FBW
- 2018: 2. Platz beim CCI 4* Lexington mit Rocana FST
- Siege im Indoor-Derby bei den German Masters, Stuttgart in den Jahren 2005 sowie 2007 bis 2010

## Erfolge im Springreiten

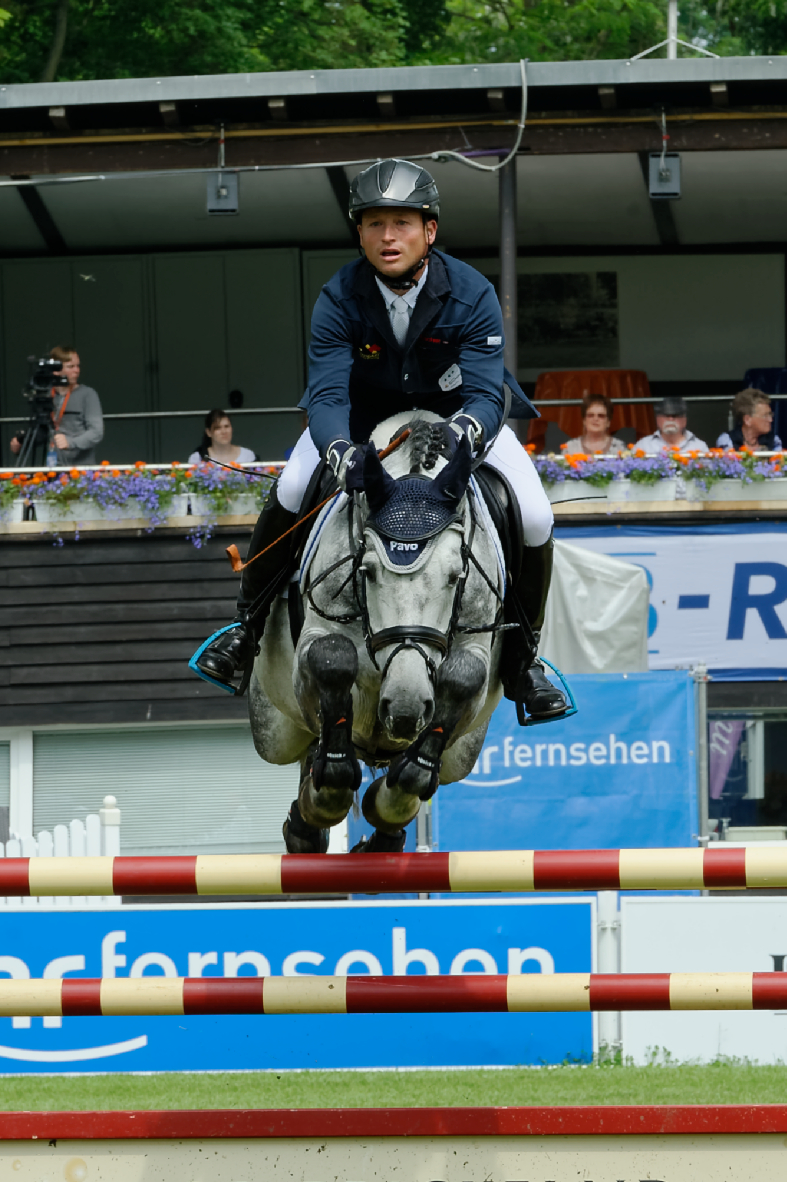
Michael Jung auf fischerDaily Impressed beim CSIYH* in Wiesbaden 2015

- 2012: 1. Platz in der Hauptprüfung des CSI 1* bei den BadenClassics Offenburg 2012 mit Calido’s Ass[43]
- 2015: 1. Platz im Championat von Balve (CSI 2*) mit Sportsmann S, 2. Platz im Großen Preis der Munich Indoors (CSI 3*) mit Sportsmann S
- 2016: 3. Platz im Großen Preis der 2. Woche des Chiemsee Pferdefestivals (CSI 2* Ising) mit Daily Impressed, 1. Platz im Großen Preis von Bisingen (Klasse S*** mit Siegerrunde) mit Daily Impressed
- 2017: 1. Platz im Großen Preis von Donaueschingen-Immenhöfe (CSI 2*) mit Chelsea
- 2018: 1. Platz im Großen Preis eines CSI 2* in Kronenberg mit Solution, 1. Platz beim Preis der Familie Dyckerhoff in Wiesbaden[44]
- 2019: 1. Platz im Großen Preis der Bundesrepublik (CSI 4* Dortmund) mit Chelsea, 3. Platz im Großen Preis von Dettighofen-Albführen (CSI 3*) mit Chelsea
- 2021: 1. Platz in der Badenia (Großer Preis des CSI 4* Maimarkt-Turnier Mannheim) mit Chelsea[45], 1. Platz im Großen Preis von Waldachtal-Salzstetten (Prüfung Klasse S***) mit Edo Sandra[46]

## Persönliches
Verheiratet ist Michael Jung mit der Vielseitigkeitsreiterin Faye Füllgraebe-Jung. Ihr gemeinsamer Sohn wurde 2021, die Tochter 2023 geboren.